# Antestatura
Se llamaban antestaturas, en Roma, a una especie de trincheras que se hacían deprisa con estacas y faginas o sacos de tierra, para mantener o disputar un terreno ya casi perdido, sobre todo en una brecha abierta o entrada de plaza.
En la Edad Media se aplicó la voz a cualquier otra fortificación hecha deprisa.
- El contenido de este artículo incorpora material del tomo 5 de la Enciclopedia Universal Ilustrada Europeo-Americana (Espasa), cuya publicación fue anterior a 1945, por lo que se encuentra en el dominio público.

- Datos: Q5696875